# Пеніс тварин
Пе́ніс (лат. penis), стате́вий член (лат. membrum virile) — зовнішній статевий орган у самців деяких тварин (ссавців, птахів, плазунів), що слугує для введення сперми в статеві шляхи самиці. У низці випадків також служить для виведення сечі з організму.

## Видові особливості
Для багатьох видів комахоїдних, кажанів, гризунів, хижих і більшості приматів характерна наявність у пенісі кістки, утвореної в сполучній тканині статевого члена, так зв. бакулюм (baculum, os priapi, os penis).

### Ссавці
У ссавців ерекція пеніса настає, коли кровоносні судини в ньому заповнюються кров'ю, у більшості ссавців (але не в людини) прикріплений до кістки. У ньому також міститься уретра, якою виходить сеча. У змій і ящірок є спарена структура, що виконує роль пеніса, в інших рептилій — один орган. Деякі птахи, переважно гусаки та качури, мають подібний орган, також як равлики й інші безхребетні. У багатьох комах є твердий, неерегуючий чоловічий орган.
Кінь
У жеребця статевий член сильно розвинений у товщину; за рахунок добре розвинених печеристих тканин венозного походження головка у стані ерекції нагадує великий гриб (12—15 см у діаметрі). Унизу на головці є ямка з відростком сечостатевого каналу (довжиною 1,5 см). Довжина статевого члена 50—80 см, S-подібного вигину немає. Препуціальний мішок подвійний, складається із зовнішнього і внутрішнього препуція (листків).
Бик

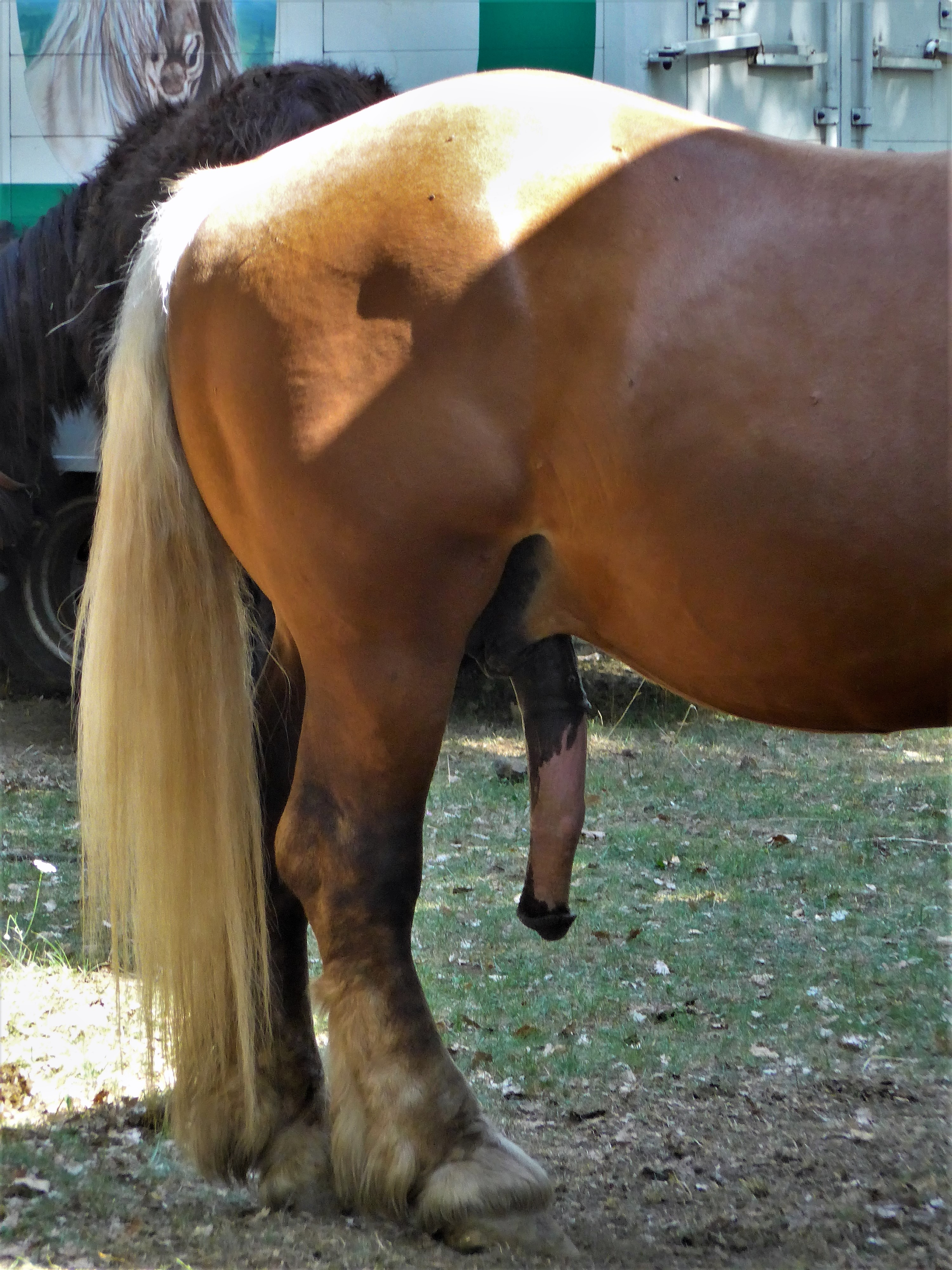
Пеніс коня свійського

У бика статевий член тонкий і довгий, з загостренням на кінці, має S-подібний вигин. На кінчику статевого члена розрізняють шийку головки, відросток сечостатевого каналу і слабко виражену голівку. На шийці головки знаходиться шов — зв'язка, закручена у ліву сторону. При ерекції діаметр статевого члена майже не збільшується, але при випрямленні вигинів його довжина сягає 100—150 см. Під час еякуляції кінчик пеніса загинається і повертається навколо своєї осі, описуючи майже повне коло з діаметром 12—14 см. Кінцева частина статевого члена розміщується у препуціальному мішку, який знаходиться попереду мошонки, ближче до пупка.
Баран та цап

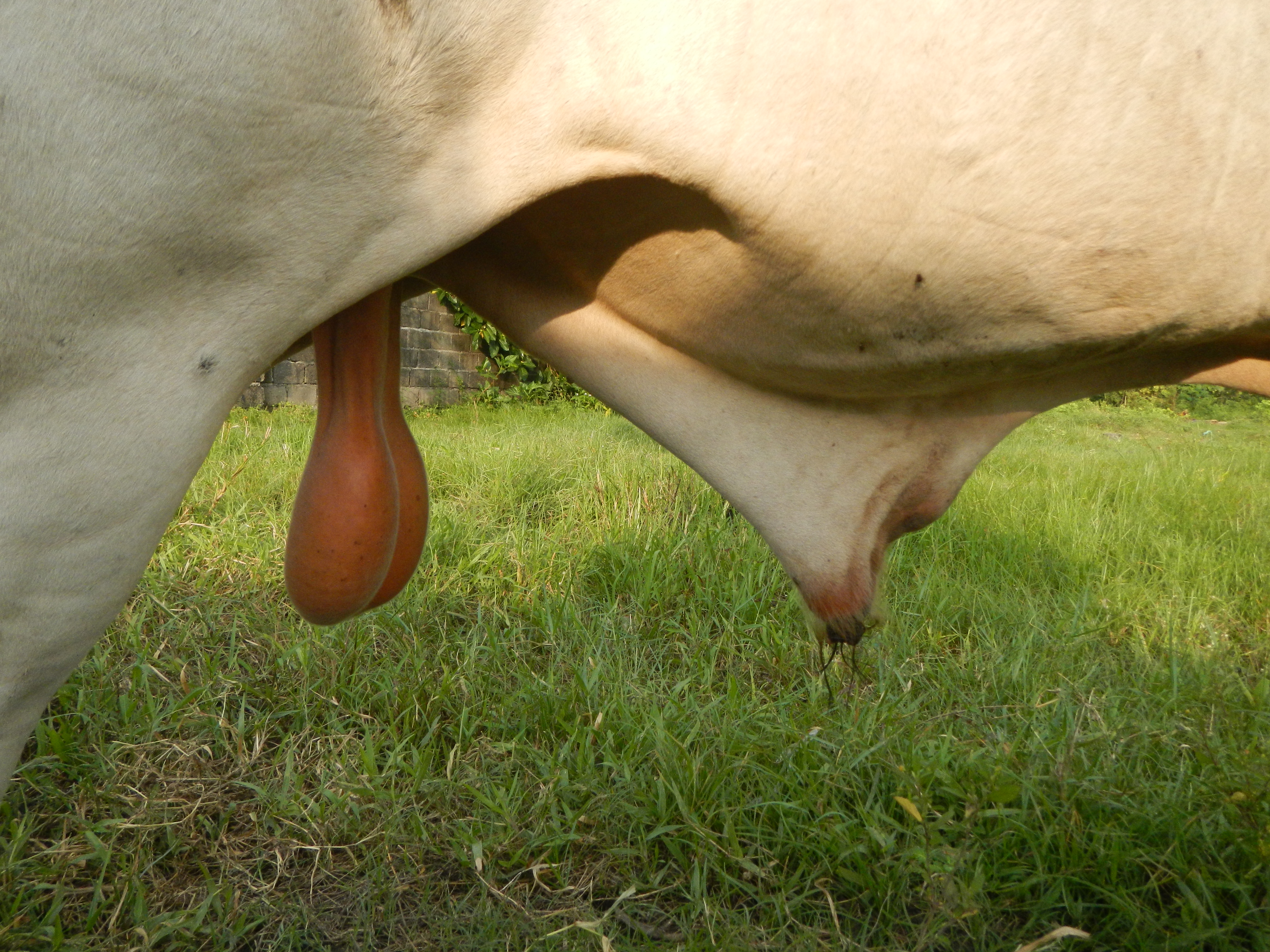
Препуціальний мішок і калитка бика

У барана і цапа статевий член тонкий і довгий, на кінчику його є відросток сечостатевого каналу завдовжки 3—4 см (у барана він S-подібно вигнутий, у цапа — прямий), який під час еякуляції вібрує, розбризкуючи сперму у піхві. При ерекції діаметр статевого члена майже не збільшується, але при випрямленні вигинів його довжина сягає до 30 см. Тіло статевого члена непомітно переходить у головку, яка на своєму загостреному кінці має лівосторонню спіралеподібну скрученість.
Кнур

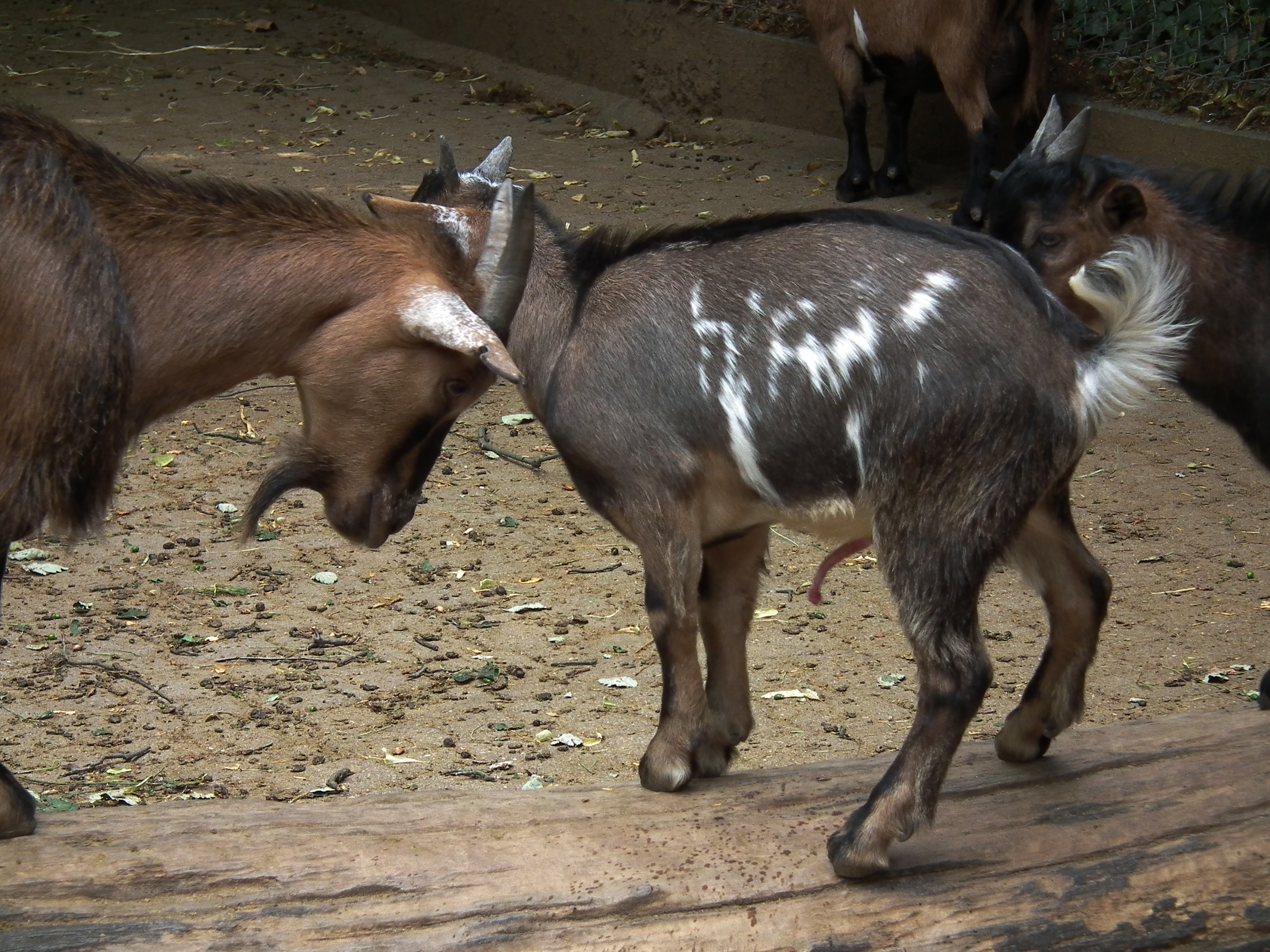
Козеня в зоопарку з видимим пенісом

У кнура статевий член тонкий, в кінцевій частині спіралеподібно закручений. Зв'язки, що утримують статевий член у препуції, починаються від крижової кістки і біля задньої частини S-подібного вигину переходять на статевий член. Довжина статевого члена при ерекції 80 см. У верхній стінці передньої частини препуція є сліпий мішок — дивертикул препуція.
Собака
У пса в передній частині статевого члена є кістка (бакулюм) завдовжки 8—10 см, покрита кавернозним тілом головки. Статевий член закінчується довгою голівкою циліндричної форми із загостреним кінцем. Біля кореня голівки статевого члена собаки під час ерекції набухають так звані «цибулини», які сильно збільшуються в розмірі (приблизно у 5 разів у порівнянні зі звичайним станом) і перешкоджають виходу статевого члена з піхви суки. Препуцій має два листки, на яких біля кореня голівки розташовані лімфатичні фолікули.
Кіт

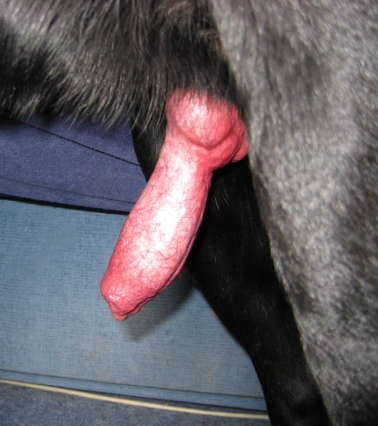
Пеніс лабрадора ретривера

У кота статевий член має циліндричну форму, складається з двох печеристих тіл. Головка з загостреним кінцем. В середині голівки — кістка довжиною 2—3 см, а сама голівка має невеликі вирости (ороговілі шпичаки). Корінь і тіло статевого члена укладені в шкірний футляр. Шкіра покриває також і голівку, але утворює при цьому складку — передню шкірочку, або препуцій. У незбудженому стані голівка статевого члена втягнута у препуціальну порожнину.
Дельфін

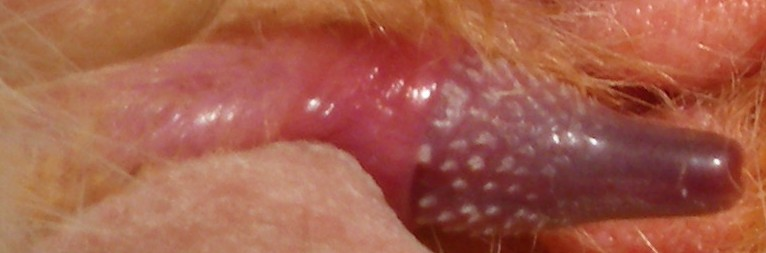
Пеніс кота свійського

Статевий член у самців дельфінів, як і у інших китоподібних, позбавлений кістки та має конусоподібну форму. Він покритий щільним епідермісом шкірного типу. Дерма містить багато нервових закінчень і кровоносних судин. Порівняно мале за розмірами печеристе тіло статевого члена вкрите товстим шаром білкової оболонки. У спокійному стані статевий член прихований у статевій складці та утворює петлю, яка підтримується м'язами, що втягують його, висувається назовні тільки при статевому збудженні. Коли орган перебуває в стані ерекції, то він майже до половини вкритий складкою препуція. Ерекція статевого члена у самців дельфінів відбувається частково завдяки фіброеластичній будові, частково за рахунок розслаблення втягуючих м'язів і частково внаслідок набухання, викликаного припливом крові. У стані ерекції орган майже не збільшується, завдяки товстій білковій оболонці, і має незначний S-подібний вигин. Пеніс розміром приблизно 27 см в обхваті і 25—33 см у довжину.
Людина

### Птахи
Качур
Статевий член у самців качурів утворений складкою вентральної частини задньої стінки клоаки. Має пустоти, які під час ерекції заповнюються лімфою. Покритий слизовою оболонкою, яка утворює складку у вигляді жолоба. Під час ерекції жолоб перетворюється на канал, пеніс подовжується до 7-15 см і виходить з клоаки. Пеніс аргентинського озерного качура може сягати 42 см у довжину, що дорівнює довжині його тіла, і за формою він нагадує штопор
Більш того, пеніс качура здатний перейти у стан ерекції усього за 0,3 секунди.

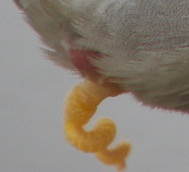
Псевдо-пеніс качура